# Мееття, Эйлерт
Ингве Эйлерт «Гарвис» Мееття (швед. Yngve Eilert "Garvis" Määttä, 22 сентября 1935, Кируна, Швеция — 7 мая 2011, Сёдертелье, Швеция) — шведский хоккеист и тренер, нападающий.

## Карьера
- 1952—1956 гг. — в «Кируна АИФ» (Кируна),
- 1956—1963 — в «Шеллефтео АИК» (Шеллефтео),
- 1963—1972 — в «Седёртелье СК» (Сёдертелье),
- 1972—1973 — в «Экерс ИФ».

Участник чемпионатов мира и Европы (1957 и 1962—1967), серебряный призёр зимних Олимпийских игр в Инсбруке-1964 (35 матчей, 14 голов). Чемпион мира и Европы (1957 и 1962), второй призёр чемпионатов мира и Европы (1963, 1964, 1967), третий призёр чемпионатов мира и Европы (1965).
На чемпионате мира и Европы 1957 г. при счете 4-4 провел решающую шайбу в ворота сборной СССР, обеспечив победу национальной сборной.
В 1978—1979 гг. был главным тренером клуба «Юргорден».